# Bataille de Hedgeley Moor
Pour un article plus général, voir Guerre des Deux-Roses.
Guerre des Deux-Roses
Batailles
La bataille de Hedgeley Moor est un affrontement de la guerre des Deux-Roses. Elle s'est déroulée le 25 avril 1464 à Hedgeley Moor, au nord du village de Glanton, dans le Northumberland, et s'est conclue par une victoire de John Neville pour la Maison d'York sur les Lancastre menés par le duc de Somerset.

## Situation
Au début de l'année 1464, les Lancastre espèrent que les marches galloises et le West Country vont se soulever en leur faveur. De leur côté, les Yorkistes veulent couper court à la menace d'une invasion écossaise en concluant un accord avec les Écossais. Le Parlement anglais doit se réunir à York le 5 mai pour discuter des termes d'un accord avec l'Écosse, mais une recrudescence d'activité des Lancastre dans le Northumberland et le Yorkshire du Nord fait qu'il est difficile pour la délégation écossaise de voyager en sécurité jusqu'à York. John Neville est alors envoyé dans le nord avec une petite force pour les escorter jusqu'à York.
Henri Beaufort, le duc de Somerset, essaie de tendre une embuscade à Neville près de Newcastle mais Neville y échappe et continue sa route vers le nord tout en rassemblant plus de troupes. Quand il atteint Hedgeley Moor, il a sous ses ordres une armée de presque 6 000 hommes, et c'est là qu'il rencontre une armée Lancastre de 5 000 hommes commandée par le duc de Somerset.

## La bataille
La bataille débute par un échange de volée de flèches, après quoi Neville avance sur 1 500 mètres de landes et brise et disperse le flanc gauche de l'armée lancastre avant de s'arrêter pour réajuster sa ligne de bataille. L'armée yorkiste part ensuite à l'assaut des lignes adverses et, poussés par le poids du nombre, les Lancastre fuient le champ de bataille. Seul Sir Ralph Percy, qui avait fait sa soumission à Édouard IV à la Noël 1462, puis s'est dédit - comme Somerset -, reste avec les chevaliers de sa maison pour une ultime défense ; il est rapidement submergé et tué. Ses dernières et énigmatiques paroles furent : « J'ai sauvé l'oiseau dans ma poitrine. »

## Conséquences
La défaite et la dispersion des Lancastre ouvre la route de York aux envoyés écossais, qui négocient avec succès une solution pacifique pour régler leur différend avec l'Angleterre. 
Une colonne en pierre a été élevée près du champ de bataille et est connue sous le nom de Percy's Cross. 
Après la mort de Ralph Percy, frère cadet d'Henry, comte de Northumberland, tué à Towton en 1461, la famille de Percy n'a plus de chef en dehors du jeune Henry Percy, fils du comte, privé de ses titres et emprisonné à 12 ans par Édouard IV.